# Szeleczky Zita-emlékgyűrű

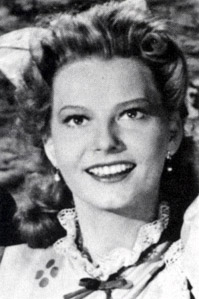
Szeleczky Zita, a névadó

A Szeleczky Zita-emlékgyűrűt 2018-ban alapította a Szeleczky Zita Alapítvány. A díj adományozásával a Nemzeti Színház azon művészeit kívánják elismerni, akik a színház hajdani színésznője szellemében kiemelkedően tesznek a versmondásért, a versek népszerűsítéséért.
Az arany pecsétgyűrűt Négyessy Nedda iparművész tervezte, aki az alapítvány elnöke is. A gyűrű odaítéléséről az alapítvány és a Nemzeti Színház két-két tagjából álló zsűri dönt, a következő évtől az előző évi díjazottal kiegészülve.

## Díjazottak
- 2018 – Rubold Ödön[1]
- 2019 – Bakos-Kiss Gábor[2]
- 2020 – Szűcs Nelli[3]
- 2021 – Tóth Auguszta[4]
- 2022 – Rácz József[5]
- 2023 – Katona Kinga[6]
- 2024 – Herczegh Péter[7]
- 2025 – Szilágyi Ágota[8]